# 피타
피타(그리스어: πίτα) 또는 아랍빵(아랍어: خبز عربي 쿠브즈 아라비[*], 이집트 아랍어: عيش بلدي 에이시 발라디→토착빵)은 살짝 팽창한 납작빵이다. 비옥한 초승달 지대에서 만들어진 빵으로, 아랍 세계와 중동, 그리스 등지에서 먹는다. 그리스어 이름이 전 세계에 잘 알려져 있다. 주로 밀로 만들지만 호밀로 만들기도 한다.

## 이름
그리스어 피타(πίτα)는 "빵"이나 "페이스트리"를 뜻하는 말이다. 바실로피타(바질 페이스트리), 스파나코피타(시금치 페이스트리) 등 여러 가지 파생어가 있다.
터키어로는 "피데"라고 하며 "피타"라는 용어는 이 터키어 낱말에서 차용한 것이다.

## 요리
피타에 기로스나 수블라키 등을 얹어 먹기도 한다.

## 사진 갤러리

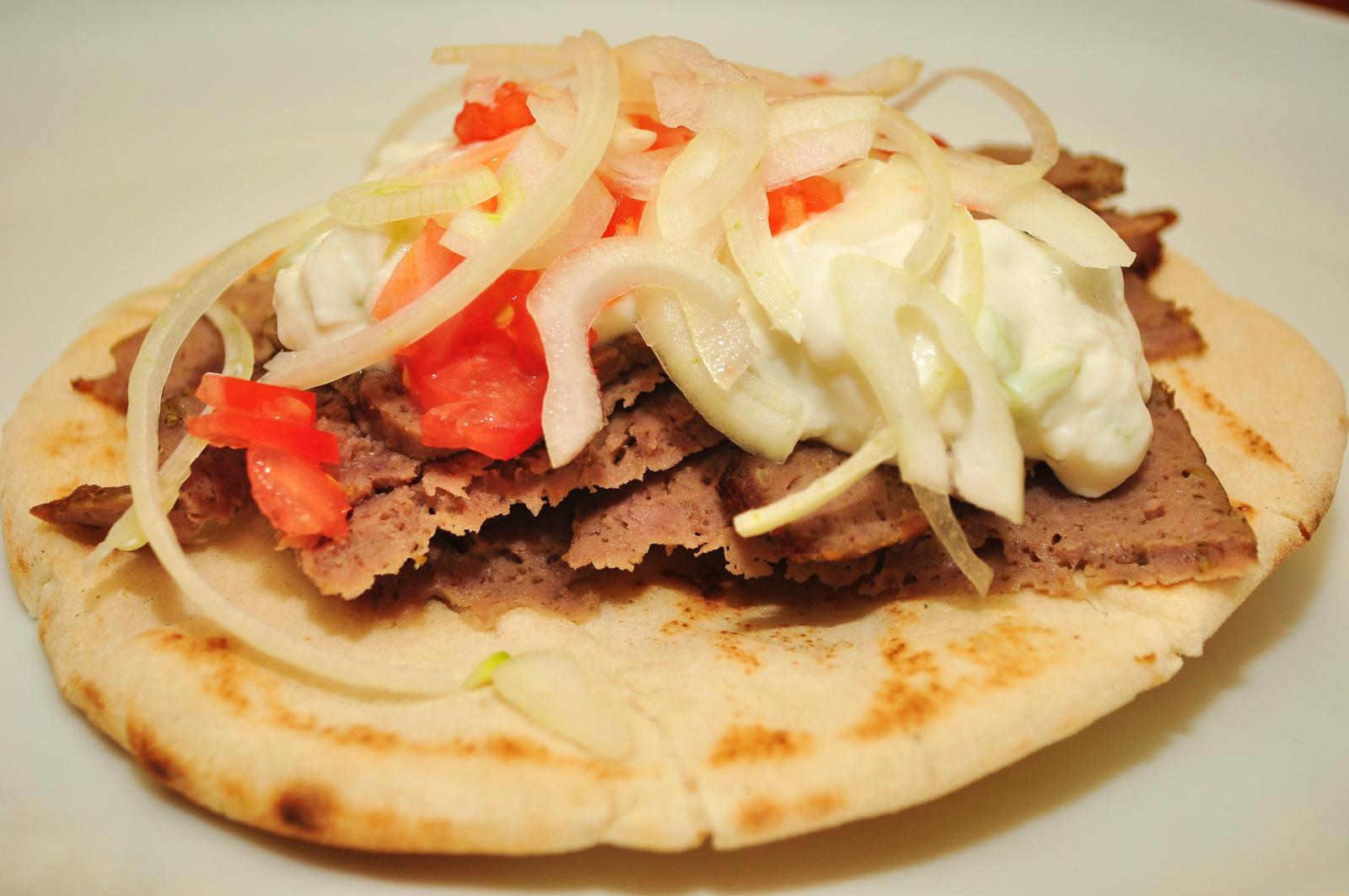
기로스를 올린 피타

## 같이 보기
- 소문
- 쿠브즈
- 피데